# Liste der Monuments historiques in Charmoy (Aube)
Die Liste der Monuments historiques in Charmoy führt die Monuments historiques in der französischen Gemeinde Charmoy auf.

## Liste der Objekte
| Bezeichnung             | Beschreibung                             | Standort                        | Kennzeichnung | Schutzstatus | Datum | Bild |
| ----------------------- | ---------------------------------------- | ------------------------------- | ------------- | ------------ | ----- | ---- |
| Skulptur eines Bischofs | Kalkstein, weiß gefasst, 16. Jahrhundert | in der Kirche St-Nicolas (Lage) | PM10000529    | Classé       | 1908  |      |